# Elliot L. Richardson

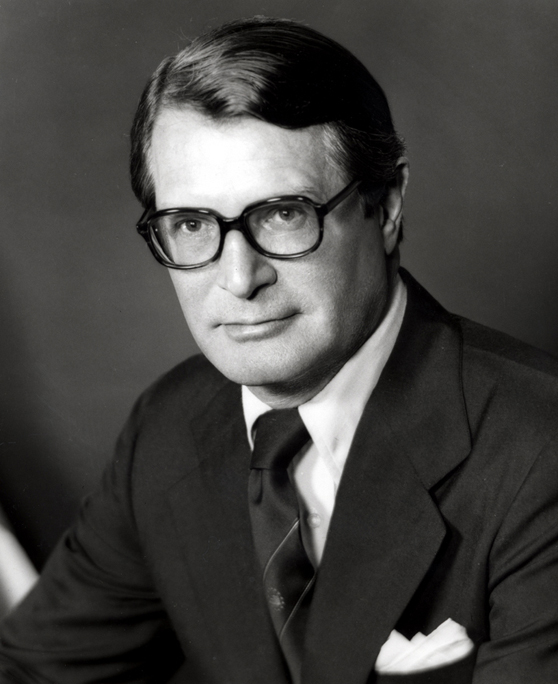
Elliot Richardson

Elliot Lee Richardson (* 20. Juli 1920 in Boston, Massachusetts; † 31. Dezember 1999 ebenda) war ein US-amerikanischer Jurist und Politiker. Er fungierte als Gesundheits-, Bildungs- und Wohlfahrtsminister, Verteidigungsminister, Justizminister (Attorney General) und Handelsminister der Vereinigten Staaten.

## Studium, Zweiter Weltkrieg und berufliche Laufbahn
Richardson absolvierte zunächst ein allgemeinbildendes Studium an der Harvard University, das er 1941 mit einem Bachelor of Arts (B.A.) cum laude abschloss. Nach dem Eintritt der USA in den Zweiten Weltkrieg schloss er sich 1942 dem Sanitätsdienst der US Army an. Als Sanitätsoffizier der 4. US-Infanteriedivision nahm er am 6. Juni 1944 an der Operation Overlord, der Landung der alliierten Truppen in der Normandie, teil. Für seinen Einsatz wurde er unter anderem mit dem Purple Heart ausgezeichnet. Nach dem Ende des Krieges schied er als Oberleutnant aus dem Militärdienst.
Anschließend begann er ein Studium der Rechtswissenschaften an der Harvard Law School, welches er 1947 mit einem Bachelor of Laws (LL.B.) beendete. Während dieser Zeit war er auch Herausgeber und Präsident der Harvard Law Review. Nach dem Studienabschluss begann er seine berufliche Laufbahn von 1947 bis 1948 als Mitarbeiter des Richters am U.S. Court of Appeals of the Second Circuit, Learned Hand, sowie anschließend bis 1949 des Richters am Supreme Court of the United States Felix Frankfurter. Zwischen 1949 und 1953 sowie von 1955 bis 1956 war er selbst Rechtsanwalt in Washington.
Nach seinem Ausscheiden aus der Politik im Jahr 1977 war er wieder als Rechtsanwalt und Partner der Kanzlei Milbank, Tweed, Hadley and McCloy tätig. Als Anwalt unterstützte er 1994 Präsident Bill Clinton während dessen Kampfes gegen die Klage von Paula Jones, die den Präsidenten der sexuellen Belästigung bezichtigte. Des Weiteren war er von 1985 bis 1997 Vorsitzender der Stiftung des Hitachi-Konzerns, die einen Preis nach ihm benannte.

## Politische Laufbahn

### Ämter in Massachusetts und Juniorminister
1953 bis 1954 war er Assistent des Senators von Massachusetts, Leverett Saltonstall, der zu diesem Zeitpunkt Vorsitzender des Senatsausschusses für Verteidigung war. Von 1957 bis 1959 war er Assistent des Ministers für Gesundheit, Bildung und Wohlfahrt im Kabinett von Präsident Dwight D. Eisenhower. Im Rahmen eines Ministerwechsels war er zwischen April und Juli 1958 auch amtierender Minister. 1958 wurde er in die American Academy of Arts and Sciences gewählt.
Richardson war von 1959 bis 1961 als Nachfolger von Anthony Julian Bundesstaatsanwalt für den Distrikt von Massachusetts. 1961 war er für kurze Zeit Sonderassistent des Justizministers. 1965 wurde er Vizegouverneur von Massachusetts und somit Stellvertreter des damaligen Gouverneurs John Volpe. Zwei Jahre später gehörte er der Staatsregierung um Gouverneur Volpe als Attorney General an.

### Minister unter Präsident Nixon

#### Aufstieg zum Gesundheits- und Erziehungsminister
Nach dem Wahlerfolg der Republikanischen Partei berief ihn Präsident Richard Nixon am 24. Januar 1969 zunächst zum Staatssekretär im Außenministerium (United States Under Secretary of State).
Ein knappes Jahr später übernahm er die Leitung des Gesundheits-, Bildungs- und Wohlfahrtsministeriums. Dieses Amt übte er bis zu seiner Ablösung durch Caspar Weinberger am 30. Januar 1973 aus. In diesem Amt spielte er aufgrund der damaligen Popularität des Präsidenten eine eher untergeordnete Rolle im Kabinett.

#### Verteidigungsminister

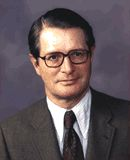
Verteidigungsminister Richardson

Der eigentliche Aufstieg Richardsons begann am 30. Januar 1973 mit seiner Ernennung zum Verteidigungsminister als Nachfolger von Melvin R. Laird. In der Zeit der Zuspitzung der Watergate-Affäre beschrieb die Presse ihn als einen exzellenten Manager und Verwaltungsspezialisten, der für einige Journalisten sogar der beste Kabinettsminister war. In der vor der Ernennung zum Minister durchgeführten Anhörung drückte er seine Unterstützung für Nixons Politik der strategischen Waffen, der Zusammenarbeit mit der NATO und anderen Verbündeten sowie zum Vietnamkrieg aus. Obgleich er eine vorsichtige Überprüfung des Verteidigungsetat nach Einsparmöglichkeiten ankündigte und auch tatsächlich die Schließung einiger militärischer Einrichtungen anordnete, sprach er sich gegen übereilte Kürzungen aus, weil diese seiner Ansicht nach zu einer Gefährdung der außenpolitischen Stellung der USA führen würden.
Bereits am 24. Mai 1973 wurde er durch den bisherigen Direktor der CIA, James R. Schlesinger, abgelöst.

#### Justizminister und Watergate-Affäre
Er selbst wurde als Nachfolger von Richard G. Kleindienst zum Justizminister (Attorney General) ernannt. In dieser Funktion stand er aufgrund der Watergate-Affäre und der begonnenen Ermittlungen plötzlich im Zentrum des tagespolitischen Geschehens.
Als ihn Präsident Nixon im Oktober 1973 anwies, den Sonderermittler in der Watergate-Affäre, Archibald Cox, zu entlassen, weigerte er sich und trat stattdessen am 20. Oktober 1973 von seinem Ministeramt zurück. Vize-Justizminister William Ruckelshaus verweigerte dem Präsidenten ebenfalls die Gefolgschaft und trat von seinem Amt zurück. Der in der Hierarchie des Justizministeriums an dritter Stelle stehende Solicitor General Robert Bork wurde daraufhin in dem von der Presse als Saturday Night Massacre bezeichneten Wechsel an der Spitze des Department of Justice zum amtierenden Attorney General ernannt und entließ daraufhin Sonderermittler Cox.

### Handelsminister unter Präsident Ford, Botschafter und erfolglose Senatskandidatur
Nixons Nachfolger als Präsident, Gerald Ford, ernannte ihn 1976 zunächst als Nachfolger von Walter Annenberg zum Botschafter der Vereinigten Staaten im Vereinigten Königreich von Großbritannien und Nordirland. Am 2. Februar 1976 berief ihn Ford dann als Handelsminister in sein Kabinett. Dieses Amt übte er bis zum Ende von Fords Präsidentschaft am 20. Januar 1977 aus.
Zwischen 1977 und 1980 wurde er von Präsident Jimmy Carter zum Sonderbotschafter und Sonderrepräsentanten bei Seerechtskonferenzen bestimmt. 1984 bewarb er sich erfolglos um die Nominierung als republikanischer Kandidat für die Senatswahlen in Massachusetts aufgrund des gesundheitsbedingten Rücktritts von Paul Tsongas. Danach zog er sich weitgehend aus dem politischen Leben zurück.
Richardson war der einzige US-amerikanische Politiker, der vier Ministerämter sowie auch der einzige, der innerhalb eines Jahres (1973) drei Kabinettsämter innehatte.

## Auszeichnungen und Mitgliedschaften
Richardson, der innerhalb der Republikanischen Partei als moderat bis liberal galt, erhielt 1980 den Ehrentitel eines Doctor of Humane Letters (L.H.D.) des Bates College. 
1983 wurde Richardson als Ehrenmitglied der Massachusetts Society of the Cincinnati ernannt.
Am 15. Januar 1998 wurde ihm mit der Presidential Medal of Freedom die höchste zivile Auszeichnung der USA verliehen.
Elliot Richardson war ein Mitglied im Bund der Freimaurer.

## Veröffentlichungen
- The Creative Balance: Government, Politics, And The Individual In Americas Third Century. 1976
- Power, Mobility And The Law Of The Sea. In: Foreign Affairs. 1980